# Ansprando
Ansprando (657-712) fue rey de los lombardos brevemente en 712. 
Fue duque de Asti y regente durante la minoría de edad de Liutperto (700-701). Fue depuesto como regente en Novara por Raginperto, quien se proclamó rey en 701, pero falleció poco después y le sucedió Ariberto II. Comenzó entonces una guerra por la sucesión, Ansprando y el duque de Bérgamo, Rotarit, lograron poner de vuelta brevemente en el trono a Liutperto, pero en el 702 Ariperto volvió a imponerse e hizo asesinar a Liutperto, y Ansprando se exilió en la corte del duque Teodeberto I de Baviera.
Regresó en 711 con un gran ejército prestado por el duque y con el apoyo de los austrasios (procedentes del nordeste) se unieron al regente que regresaba. La batalla tuvo lugar cerca de Pavía, entre sus fuerzas y las del rey Ariberto II. El rey abandonó la capital cuando supo que la derrota era segura, e intentó huir con el tesoro real hacia Francia por la noche. Pero se ahogó en el intento, cruzando el río Tesino y Ansprando fue proclamado soberano.
Ascendió al trono en marzo y murió en junio, dejando a su hijo Liutprando el trono.
Contrajo matrimonio con Theodorata y su descendencia es la siguiente:
- Sigiprando, a quien cegó Ariberto II hacia el año 705.
- Auruna.
- Liutprando, rey de los lombardos.